# Titian (cràter)
Titian és un cràter d'impacte en el planeta Mercuri de 109 km de diàmetre. Porta el nom del pintor italià Ticià (c. 1488/90-1576), i el seu nom va ser aprovat per la Unió Astronòmica Internacional el 1976.
En una imatge de color millorada, vist des de la sonda espacial MESSENGER, el sòl de Titian és d'un color taronja més brillant que l'àrea circumdant, probablement a causa de ser omplert amb material volcànic.
Les ejeccions de Titian apareixen de color blau i cobreixen gran part de la superfície que envolta el cràter. Aquest material va ser excavat de la profunditat durant la formació del cràter.
Impactes posteriors, com la que va produir el petit cràter que apareix de color groc en el centre superior de la imatge, el material va ser excavat des de sota de la superfície del material de les ejeccions de Titian. Aquest material d'aparença groga era present en o prop de la superfície abans que l'impacte que va crear Titià i té una composició diferent (i per tant, color) del seu entorn.